# Сальвадор де Мадаріага
Сальвадор де Мадаріага (ісп. Salvador de Madariaga; нар. 23 липня 1886, Ла-Корунья, Галісія — пом. 14 грудня 1978, Локарно, Швейцарія) — іспанський дипломат, письменник, історик, пацифіст, професор. Був членом Генерального секретаріату Ліги Націй, а пізніше послом Іспанії у США і Франції.
Дідусь Хав'єра Солани.